# Pan Zhanle
Pan Zhanle (Chinees: 潘展乐, geboren 4 augustus 2004) is een Chinese vrije slag zwemmer, Olympisch kampioen en huidig wereldrecordhouder op de 100 meter vrije slag. In 2023 werd Pan de eerste zwemmer in de geschiedenis die alle drie de prestaties behaalde van onder de 22 seconden op de 50 meter vrije slag, onder de 47 seconden op de 100 meter vrije slag en onder de 1:45 op de 200 meter vrije slag. Op de Olympische Zomerspelen van 2024 won hij goud op de 100 meter vrije slag en brak daarbij zijn eigen wereldrecord.

## Carrière

### Vroege carrière
In 2019, op 15-jarige leeftijd, maakte Pan zijn debuut op een groot toernooi tijdens de Chinese Zomer LC Zwemkampioenschappen 2019. Hij nam deel aan de 1500 meter vrije slag en won met een tijd van 15:33.48.
Tijdens de Chinese Olympische Team Trials in 2020 werd Pan tweede in de finale van de 100 meter vrije slag met een tijd van 48.74 seconden, slechts 0,03 seconden achter He Junyi. Hij nam ook deel aan de 200 en 400 meter vrije slag evenementen.
In 2021 nam Pan deel aan de Chinese Zomerkampioenschappen en de Nationale Spelen van China. In beide competities nam hij deel aan de 50, 100 en 400 meter vrije slag. Tijdens de Nationale Spelen eindigde hij als derde op de 100 meter vrije slag met een persoonlijk record van 48.59 seconden.

### Internationaal debuut en doorbraak
Op 17-jarige leeftijd maakte Pan zijn internationale debuut tijdens de FINA SC Wereldkampioenschappen 2021. Hij zwom in de 200, 400 en 800 meter vrije slag estafette-evenementen en hielp China in alle drie de evenementen als vijfde te eindigen. Individueel eindigde Pan als elfde in de halve finales van de 100 meter vrije slag.
Het jaar daarop eindigde Pan als gedeeld zesde op de 100 meter vrije slag tijdens de FINA SC Wereldkampioenschappen 2022 in Melbourne. Met een tijd van 45,77 seconden werd hij de Aziatische recordhouder op dit korte baanevenement.
In mei 2023 nam Pan deel aan de 100 meter vrije slag lange baan tijdens de Chinese Nationale Kampioenschappen en brak het Aziatische record met een tijd van 47,22 seconden, wat 0,34 seconden sneller was dan het vorige record.
Pan brak voor het eerst de 47-secondenbarrière op de lange baan 100m vrije slag tijdens de Aziatische Spelen van 2022 (gehouden in 2023 vanwege de COVID-19-pandemie), waar hij eindigde met een tijd van 46.97 seconden, waarmee hij de vijfde man in de geschiedenis werd die deze mijlpaal bereikte. Tijdens de spelen werd hij ook de eerste zwemmer in de geschiedenis die alle drie de prestaties behaalde van onder de 22 seconden op de 50 meter vrije slag, onder de 47 seconden op de 100 meter vrije slag en onder de 1:45 op de 200 meter vrije slag.
Op 16 februari 2024 won Pan de 100 meter vrije slag tijdens de Wereldkampioenschappen 2024 in Doha, Qatar. Enkele dagen eerder had hij een nieuw wereldrecord op de 100 meter vrije slag gevestigd met een tijd van 46,80.
Op de Olympische Zomerspelen van 2024 won Pan goud op de 100 meter vrije slag. Met een tijd van 46,40 seconden brak hij zijn eigen wereldrecord. Zijn overwinningsmarge van 1,08 seconden was de grootste in dit evenement sinds de Olympische Spelen van 1928, en zijn verbetering van 0,4 seconden op het wereldrecord was de grootste sprong in de afgelopen 25 jaar.
Volgens een Weibo-bericht van Pan op 29 februari 2024 is zijn lengte momenteel 189,5 cm en zijn armlengte 190,5 cm.

## Besttijden

### 50m-bad
| Event                   | Tijd     | Wedstrijd                               | Datum              | Record |
| ----------------------- | -------- | --------------------------------------- | ------------------ | ------ |
| 50m vrije slag          | 21.92    | 2022 Asian Games                        | 25 september, 2023 |        |
| 100m vrije slag         | 46.40    | Olympische Spelen Parijs 2024           | 31 juli, 2024      | WR     |
| 200m vrije slag         | 1:44.65  | Chinese Nationale kampioenschappen 2023 | 4 mei, 2023        |        |
| 400m vrije slag         | 3:46.40  | Chinese Nationale kampioenschappen 2023 | 6 mei, 2023        |        |
| 800m vrije slag         | 7:59.15  | Chinese Nationale kampioenschappen 2023 | 5 mei, 2023        |        |
| 1500m vrije slag        | 15:33.48 | Chinese Nationale kampioenschappen 2019 | 14 juni, 2019      |        |
| 50m vlinderslag         | 25.90    | Chinese Nationale kampioenschappen 2023 | 19 maart, 2023     |        |
| 100 m butterfly         | 1:01.87  | 2019 Asian Age Group Championships      | 25 september, 2019 |        |
| 200 m individual medley | 2:02.99  | Chinese Nationale kampioenschappen 2020 | 1 oktober, 2020    |        |
| 400 m individual medley | 4:34.40  | 2019 Asian Age Group Championships      | 25 september, 2019 |        |

### 25m-bad
| Event           | Tijd    | Wedstrijd                                    | Datum             | Record |
| --------------- | ------- | -------------------------------------------- | ----------------- | ------ |
| 50m vrije slag  | 21.54   | 2022 Chinese National Championships          | October 27, 2022  |        |
| 100m vrije slag | 45.77   | 2022 World Championships                     | December 15, 2022 | AS     |
| 200m vrije slag | 1:42.66 | 2022 Chinese National Swimming Championships | October 29, 2022  |        |
| 100m wisselslag | 53.10   | 2022 Chinese National Swimming Championships | October 27, 2022  |        |